# Nico Schouten
Nico Schouten (ur. 29 grudnia 1945 w Vreeswijk) – holenderski aktywista polityczny i szachista, mistrz międzynarodowy od 2014 roku.

## Kariera szachowa
W 1975 r. wystąpił w rozegranym w Leeuwarden finale indywidualnych mistrzostw Holandii, zajmując V miejsce. W 2014 r. odniósł największy sukces w karierze, zdobywając w Porto złoty medal indywidualnych mistrzostw Europy seniorów (w kategorii wiekowej powyżej 65 lat). Za to osiągnięcie Międzynarodowa Federacja Szachowa przyznała mu tytuł mistrza międzynarodowego.
Najwyższy ranking w karierze osiągnął 1 stycznia 1976 r., z wynikiem 2345 punktów zajmował wówczas 16. miejsce wśród holenderskich szachistów.